# Batalla de El Juncal
La Batalla de El Juncal fue una batalla ocurrida el 27 de septiembre de 1816 cerca de la ciudad venezolana de Barcelona entre las fuerzas independentistas comandadas por Manuel Piar y las fuerzas realistas a las órdenes de Francisco Tomás Morales.

## Batalla
Morales había salido de Aragua de Barcelona hacia Barcelona encontrándose con los independentistas cerca de la ciudad. El combate se inició a las ocho de la mañana y duró unas cinco horas. El ejército republicano, ya formado, entró en la sabana a las siete de la mañana. El ala derecha iba comandada por los generales Gregor MacGregor y Carlos Soublette y se componía de una división de infantería y dos piezas de artillería, además de varios escuadrones de caballería, a las órdenes del general José Tadeo Monagas. El ala izquierda, al mando de Pedro María Freites y Piar consistía de infantería y artillería provenientes de Cumaná.
La artillería republicana inició el combate con una descarga sobre la izquierda y reserva de los españoles, pero el ala derecha realista hizo retroceder a la izquierda independentista, mientras la derecha independentista avanzaba a paso lento, restableciendo el alineamiento con la izquierda y sosteniendo su fuego de infantería y artillería.
La derecha republicana atacó con renovada fuerza la izquierda realista, MacGregor, dirigiéndose al batallón de Honor: "¡Soldados avanzad a la bayoneta. Venced o morid!" cargaron contra la línea realista mientras que Monagas hacía lo mismo con su caballería, penetrando en el flanco izquierdo y pasando al centro y retaguardia de la formación, tras lo cual los realistas se retiraron en desorden.
Tras el triunfo en El Juncal, Piar dirigiría a su ejército hacia el sur, donde se reuniría con las fuerzas de Manuel Cedeño e iniciarían la Campaña de Guayana.